# Deux-Chaises
Deux-Chaises ist eine französische Gemeinde mit 380 Einwohnern (Stand 1. Januar 2022) im Département Allier in der Region Auvergne-Rhône-Alpes. Sie gehört zum Arrondissement Moulins und zum Kanton Souvigny.

## Lage
Die 41 km² große Gemeinde liegt etwa auf halbem Weg zwischen Moulins und Montluçon. Im Gemeindegebiet von Deux-Chaises entspringen mehrere Nebenflüsse der Aumance und des Venant. Nachbargemeinden von Deux-Chaises sind Le Montet im Norden, Tronget im Nordosten, Le Theil im Osten, Voussac i9m Süden, Sazeret und Saint-Marcel-en-Murat (Berührungspunkt) im Südwesten, Chappes im Westen sowie Saint-Sornin im Nordwesten. Im Gemeindegebiet von Deux-Chaises befindet sich eine Mautstation auf der Autoroute A79.

## Bevölkerungsentwicklung
| Jahr                       | 1962 | 1968 | 1975 | 1982 | 1990 | 1999 | 2006 | 2012 | 2022 |
| Einwohner                  | 736  | 664  | 537  | 501  | 438  | 414  | 415  | 408  | 380  |
| Quellen: Cassini und INSEE |      |      |      |      |      |      |      |      |      |

## Sehenswürdigkeiten
- Kirche Saint-Denis, Monument historique[1], romanisch (11./12. Jahrhundert), dreischiffig, Turm im Nordosten; im Innern Statue des heiligen Denis als enthaupteter Märtyrer; die Kirche gehörte ursprünglich zum Kloster St-Denis bei Paris.
- Les Lamas du Tilloux, privater Zoo von 350 Lamas und Alpakas
- Schloss Longeville
- Schloss Bouillé
- Schloss Chapette

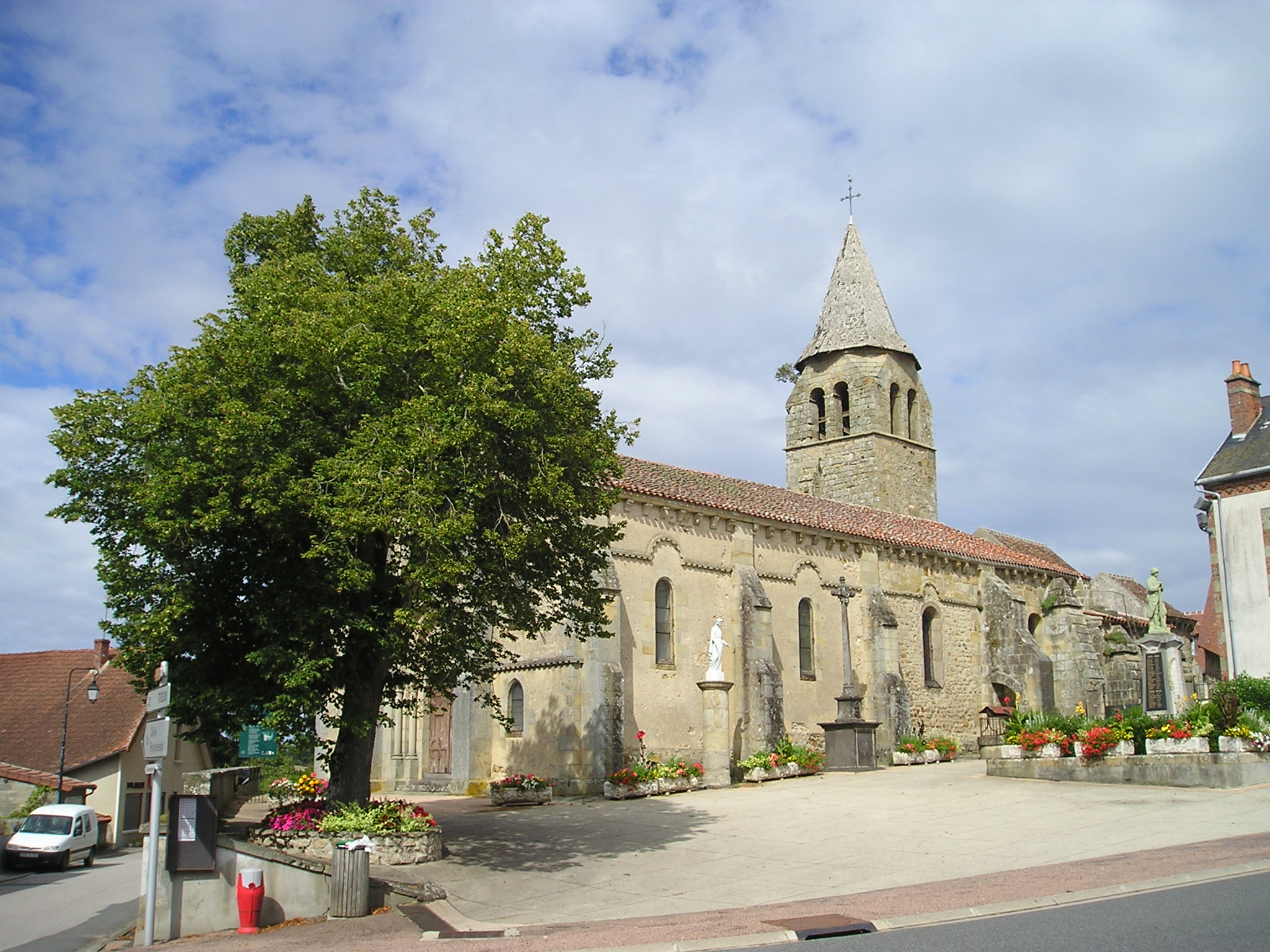
Kirche Saint-Denis
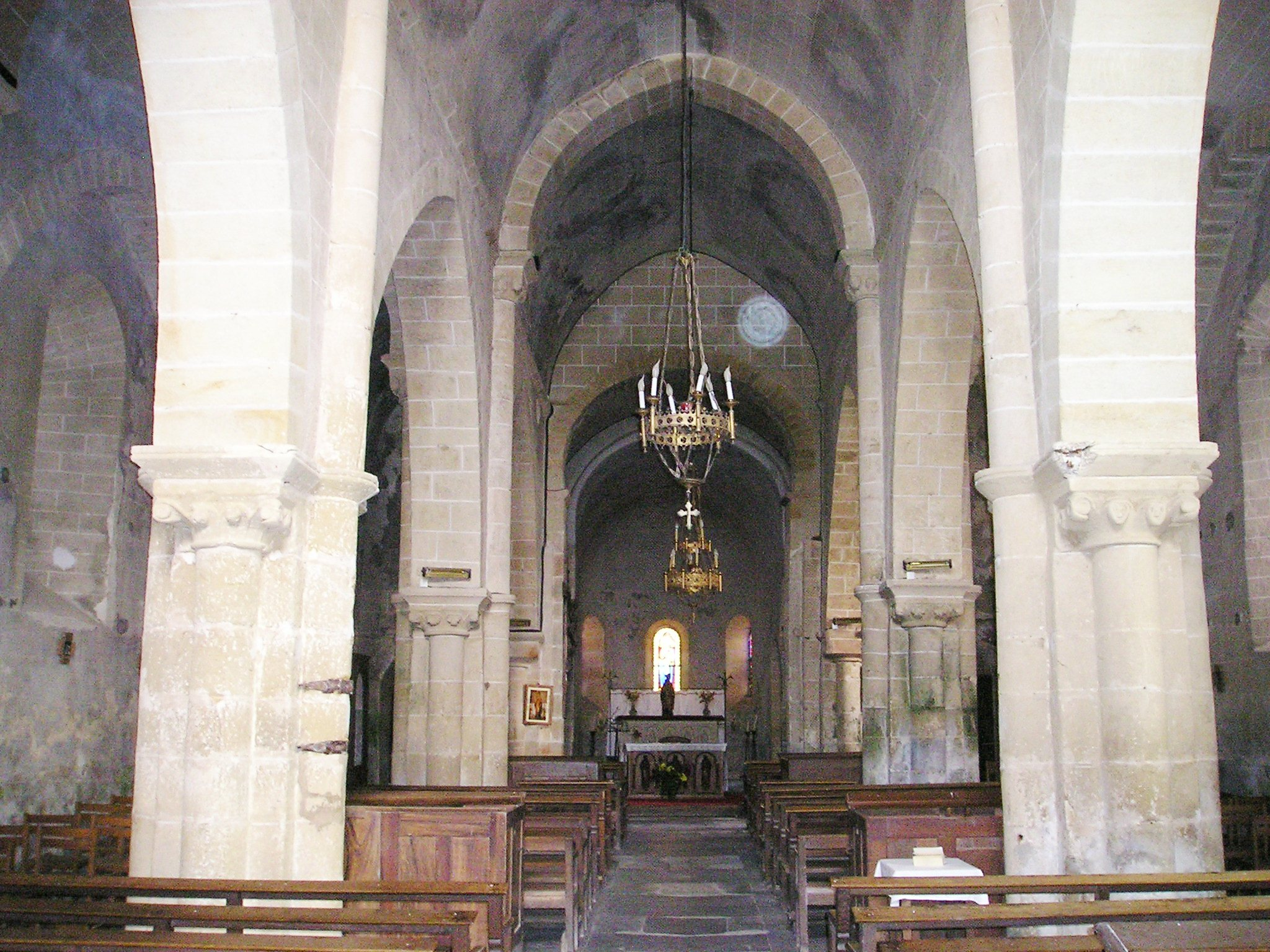
Innenansicht der Kirche
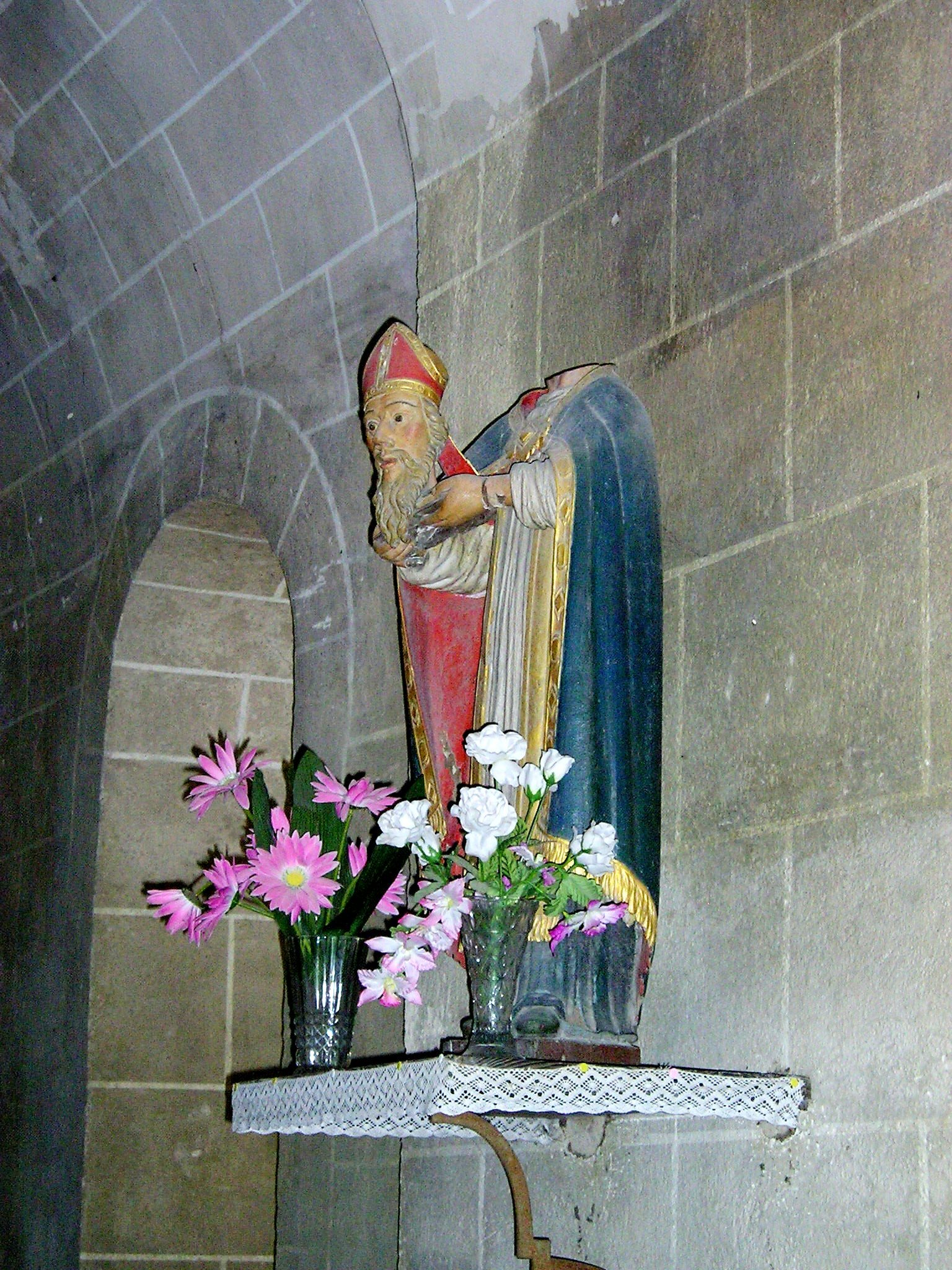
Skulptur Saint-Denis
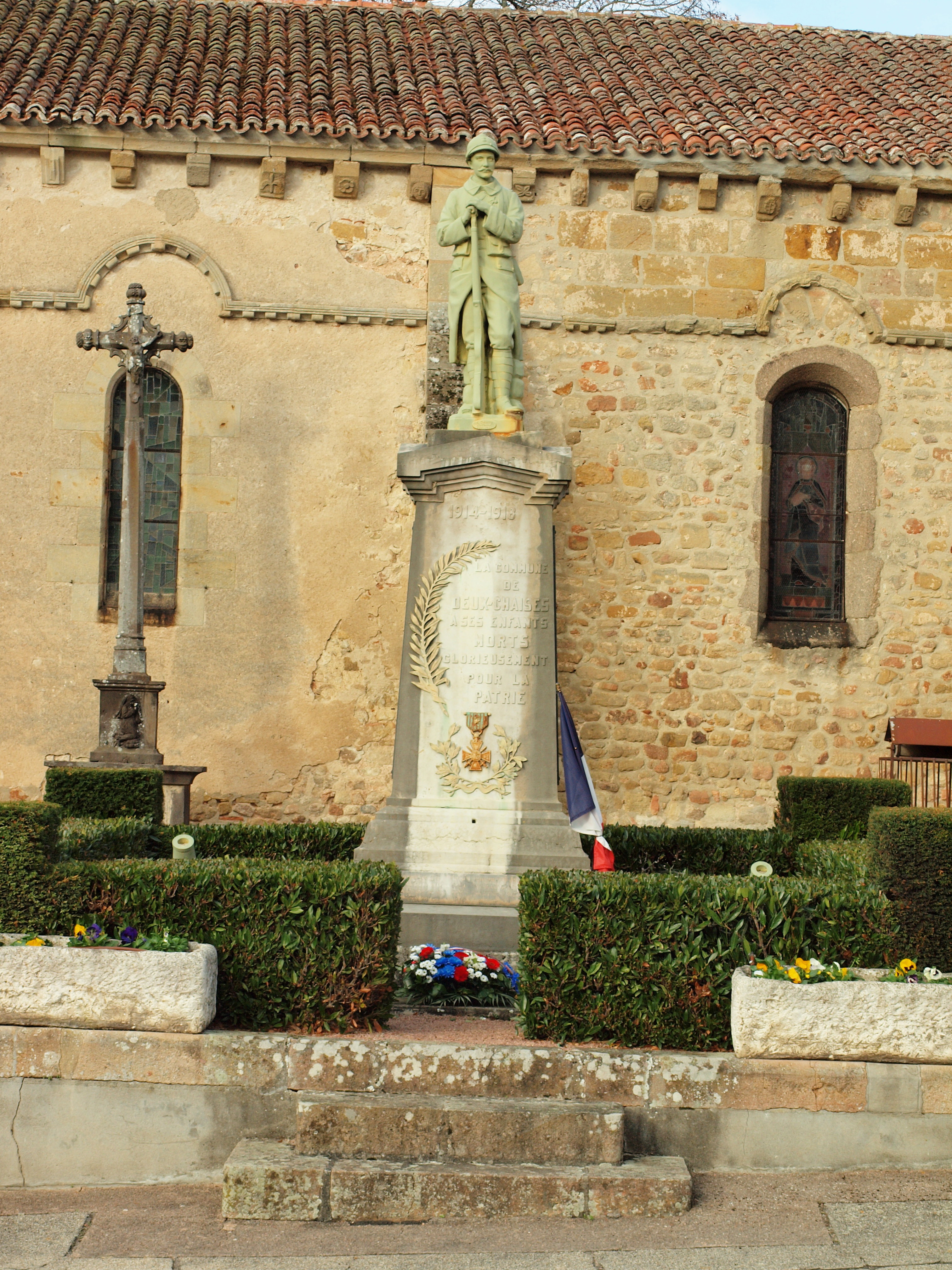
Gefallenendenkmal

## Belege
1. ↑  Kirche Saint-Denis in der Base Mérimée des französischen Kulturministeriums (französisch)